# USS Trout (SS-202)
Pour les autres navires du même nom, voir USS Trout.
L’USS Trout (SS-202) est un sous-marin de la classe Tambor ayant appartenu à l’US Navy qui opéra dans le Pacifique de 1941 à 1944. Il fut mis sur cale le 28 août 1939 au chantier naval de Portsmouth, et lancé le 21 mai 1940. Son entrée en service fut célébrée le 15 novembre de la même année.
Il fut porté manquant et présumé perdu à la fin de sa onzième patrouille, le 17 avril 1944.

## Origines
Le Trout était le premier bâtiment de l’US Navy à porter le nom, « truite » en français, de ces poissons d'eau douce très appréciés des pêcheurs pour leur chair et leurs couleurs.
On compte depuis un autre Trout, l'USS Trout (SS-566), sous-marin datant de 1951 et démoli au début des années 1970.

## Opérations initiales
Le 2 juillet 1941, suivant les opérations « shakedown » le long de la côte Est, le Trout et son sister-ship Triton (SS-201) quittent New York à destination du Pacifique. Après avoir transité par le canal de Panama et stoppé à San Diego, les sous-marins arrivent à Pearl Harbor le 4 août 1941.
Le Trout conduisit les opérations d'entraînement avec la 62e division sous-marine jusqu'au 29 novembre, date à partir de laquelle il quitta Pearl Harbor pour effectuer des patrouilles de guerre défensives aux alentours de Midway.

## Opérations durant la guerre

### Première patrouille — L'Amérique entre en guerre
En situation de défense, le Trout patrouilla submergé pendant la journée pour éviter d'être aperçu par des navires ou des avions. Le matin du 7 décembre 1941, les officiers reçurent la nouvelle de l'attaque japonaise contre Pearl Harbor. Cette nuit-là, le sous-marin en surface observa deux destroyers bombarder l'île de Midway. Il était alors à une distance d'à peu près dix milles de ceux-ci. Il manœuvra ensuite vers eux à pleine vitesse, mais les deux navires ennemis s'éloignèrent avant son arrivée. Déçus de n'avoir pu engager le combat, les marins du Trout continuèrent leur patrouille, maintenant l'alerte sans restrictions, jusqu'au 20 décembre 1941 où le lieutenant commander Fenno, commandant du navire, décida de se replier à Pearl Harbor.

### Seconde patrouille — Vers lesPhilippines
Le 12 janvier 1942, le Trout lève l'ancre de Pearl Harbor avec 3500 munitions de calibre 3" (75 mm) pour canons antiaériens destinées aux forces américaines assiégées à Corregidor. Il se ravitailla en fuel sur Midway le 16 janvier et continua ensuite vers l'Ouest. Le 27 janvier, près des îles Bonin, il aperçut une lumière sur bâbord avant. Il se rapprocha donc pour n'être plus qu'à 1 400 mètres de l'inconnu. Il lança alors une torpille mais manqua sa cible ; il s'approcha alors jusqu'à 550 m et réalisa que sa cible était un chasseur de sous-marins. Le Trout avait pourtant été averti qu'il devrait éviter les petits navires, il reprit donc sa destination vers les Philippines. Le 3 février, il retrouva le PT-34, un Motor Torpedo Boat (bateau à moteur lanceur de torpilles) de Corregidor qui l'y escorta jusqu'au dock Sud.

## Récompenses
Le Trout amassa pendant sa carrière 11 battle stars (étoile de bataille) pour le service lors de la Seconde Guerre mondiale ainsi que 3 Presidential Unit Citations (citation présidentielle de l'unité) pour ses deuxième, troisième et cinquième patrouilles.